# I Wanna Dance (album)
I Wanna Dance là album phòng thu thứ hai của nữ ca sĩ người Việt Nam Đông Nhi, phát hành ngày 1 tháng 1 năm 2014 bởi 6th Sense Entertainment JSC. Đây là album hoàn chỉnh đầu tiên của cô kể từ sau The First Step (2010) cũng như là sản phẩm "khai hỏa" một năm 2014 hoạt động hết sức sôi nổi của nữ ca sĩ. Album gồm 11 ca khúc, bao gồm 7 ca khúc mới, 3 ca khúc đã được phát hành trước đó (I Wanna Dance (Cần một ai đó), Xóa, Ngõ vắng) và một bản remix (Đến bên mưa) với sự tham gia góp sức của các nhạc sĩ: Đỗ Hiếu, Nguyễn Hoàng Tôn, Hoàng Rapper và Mr Siro.
Ngay sau khi phát hành, album đã gặt hái được nhiều thành công đáng kể khi đứng đầu bảng xếp hạng Zing Top Albums, nhận đề cử Album của năm của giải thưởng Làn Sóng Xanh.

## Giải thưởng
| Năm  | Giải thưởng   | Hạng mục      | Kết quả |
| ---- | ------------- | ------------- | ------- |
| 2014 | Làn Sóng Xanh | Album của năm | Đề cử   |

## Danh sách bài hát
| Danh sách ca khúc của I Wanna Dance | Danh sách ca khúc của I Wanna Dance | Danh sách ca khúc của I Wanna Dance | Danh sách ca khúc của I Wanna Dance | Danh sách ca khúc của I Wanna Dance |
| STT                                 | Nhan đề                             | Sáng tác                            | Sản xuất                            | Thời lượng                          |
| ----------------------------------- | ----------------------------------- | ----------------------------------- | ----------------------------------- | ----------------------------------- |
| 1.                                  | "I Wanna Dance (Cần một ai đó)"     | Hoàng Tôn                           | Touliver                            | 2:58                                |
| 2.                                  | "Hey Boy"                           | Đỗ Hiếu                             | Đỗ Hiếu                             | 4:15                                |
| 3.                                  | "Còn gì"                            | Hoàng Tôn                           | Phúc Bồ                             | 4:07                                |
| 4.                                  | "Baby là anh đó"                    | Hoàng Tôn                           | Only C                              | 3:36                                |
| 5.                                  | "Đã mãi cách xa"                    | Đỗ Hiếu                             | Đỗ Hiếu                             | 4:11                                |
| 6.                                  | "Yêu yêu yêu"                       | Hoàng Tôn                           | Phúc Bồ                             | 3:56                                |
| 7.                                  | "Giận lòng"                         | Hoàng Rapper                        | Hoàng Rapper Tâm Vinh               | 4:17                                |
| 8.                                  | "Sao chờ mãi"                       | Đông Nhi                            | Nguyễn Đăng Phương                  | 4:27                                |
| 9.                                  | "Ngõ vắng"                          | Đông Nhi                            | Tâm Vinh                            | 3:29                                |
| 10.                                 | "Xóa"                               | Đông Nhi                            | Nguyễn Đăng Phương                  | 4:07                                |
| 11.                                 | "Đến bên mưa"                       | Mr. Siro                            | Only C Phúc Bồ                      | 4:45                                |
| Tổng thời lượng:                    | Tổng thời lượng:                    | Tổng thời lượng:                    | Tổng thời lượng:                    | 44:08                               |